# Stenometopiellus ersinicus
Stenometopiellus ersinicus är en insektsart som beskrevs av Vilbaste 1980. Stenometopiellus ersinicus ingår i släktet Stenometopiellus och familjen dvärgstritar. Inga underarter finns listade i Catalogue of Life.